# Stancea, Călărași
Stancea este un sat în comuna Spanțov din județul Călărași, Muntenia, România.